# Pyrausta maderensis
Pyrausta maderensis là một loài bướm đêm trong họ Crambidae.